# Miles Davis
Miles Dewey Davis III (ur. 26 maja 1926 w Alton, zm. 28 września 1991 w Santa Monica) – amerykański trębacz, wirtuoz trąbki, lider grup jazzowych i kompozytor, uznawany za jednego z najbardziej znaczących, innowacyjnych i wpływowych muzyków XX wieku. Słynął z refleksyjnego, melodycznego stylu i lakonicznej formy. Dla części krytyków był symbolem komercyjnego potencjału muzyki jazzowej.
Stał na czele niemal każdego istotnego etapu rozwoju jazzu od czasów II wojny światowej po lata 90. Miał udział w wielu ważnych formacjach i nagraniach bebopowych, był prekursorem jazz-rocka i nagrał pierwszy cool jazzowy album. Był jedną z osób odpowiedzialnych za rozwój jazzu modalnego, a jazz fusion powstał w późnych latach 60 i wczesnych 70, w wyniku jego współpracy z wieloma muzykami. Free jazz był jedynym powojennym stylem, na który Davis nie miał znaczącego wpływu, jednak był współtworzony przez niektórych muzyków występujących w jego zespołach. Nagrania, razem z dorobkiem koncertowym jego licznych grup, odegrały kluczową rolę w procesie akceptacji i awansu jazzu jako gatunku muzycznego o trwałej wartości.
Davis był jednym z późnych przedstawicieli linii trębaczy jazzowych, która ciągnie się od Buddy Boldena przez Joego „Kinga” Olivera, Louisa Armstronga, Roya Eldridge’a i Dizzy’ego Gillespie. Jako innowator muzyczny był czasem porównywany do Duke’a Ellingtona. Obaj byli wirtuozami swych instrumentów pomimo zastrzeżeń wobec ich technicznej perfekcji. Za najsilniejszą stronę Ellingtona uważano komponowanie i zdolność przewodzenia dużym zespołom muzycznym, podczas gdy u Davisa podkreślano wybitny talent wyszukiwania i łączenia utalentowanych muzyków, stwarzania im atmosfery, w której mogli się rozwijać. Wielu wybitnych jazzmanów grało w jednej z jego licznych formacji, występ taki uznawano za nobilitację.
W 1984 Davis otrzymał NEA Jazz Masters Award. 13 marca 2006 został pośmiertnie wprowadzony do Rock and Roll Hall of Fame. Znalazł się także w St. Louis Walk of Fame (Alei Sław St. Louis) i w Big Band and Jazz Hall of Fame (Panteonie Big Bandu i Jazzu). W październiku 2015 miała miejsce premiera biograficznego filmu Miles Davis i ja (Miles Ahead) w reżyserii Dona Cheadle’a, który odegrał również rolę muzyka.

## Życiorys

### Wczesne lata (1926 do 1945)
Miles Dewey Davis III urodził się w relatywnie zamożnej afroamerykańskiej rodzinie mieszkającej w Alton w stanie Illinois. Jego ojciec, Miles Dewey Davis II, był dentystą. W 1927 roku rodzina przeprowadziła się do East St. Louis. Posiadała także pokaźne ranczo, dzięki czemu Davis nauczył się jeździć konno.
Matka Davisa, Cleota Henry Davis, chciała by Davis nauczył się gry na skrzypcach – sama była zdolną pianistką bluesową, ale ukrywała to przed synem, uważając „czarną” muzykę za niewystarczająco elegancką. W wieku dziewięciu lat Davis dostał od przyjaciela ojca swoją pierwszą trąbkę, ale poważną naukę gry zaczął dopiero mając trzynaście lat, gdy ojciec sprezentował mu nową trąbkę i zaaranżował lekcje u lokalnego trębacza, Elwooda Buchanana. Wbrew ówczesnej modzie, Buchanan podkreślał wagę gry bez użycia vibrato i Davis używał rozpoznawalnego, klarownego brzmienia podczas całej swojej późniejszej kariery. Davis skomentował wagę owego charakterystycznego brzmienia mówiąc: Lubię czysty, nienacechowany dźwięk, jak czysty dźwięk bez nadmiaru tremolo i nie nazbyt dużo basu. Tylko dokładnie pośrodku. Gdy nie mogę uzyskać tego dźwięku, nie mogę w ogóle grać.
Clark Terry był kolejną ważną inspiracją i przyjacielem Davisa. W wieku lat szesnastu Davis był już członkiem stowarzyszenia muzyków i pracował zawodowo, gdy nie uczęszczał do szkoły średniej. Mając lat siedemnaście spędził rok grając u Eddiego Randle’a, lidera Blue Devils. W tym czasie Sonny Stitt starał się przekonać go, by dołączył do zespołu Tiny’ego Bradshawa, który wówczas grał w mieście, ale jego matka nalegała, by skończył ostatni rok szkoły.
W 1944 roku, grupa Billiego Eckstine’a odwiedziła St. Louis. Dizzy Gillespie i Charlie Parker byli jej członkami i Davis dołączył na kilka tygodni w roli trzeciego trębacza, ze względu na chorobę Buddy’ego Andersona. Gdy zespół Eckstine’a zostawił Milesa, by kontynuować trasę, rodzice trębacza wciąż chcieli, by uzyskał on formalne akademickie wykształcenie.

### Bebop i narodziny cool jazzu (1944 do 1955)

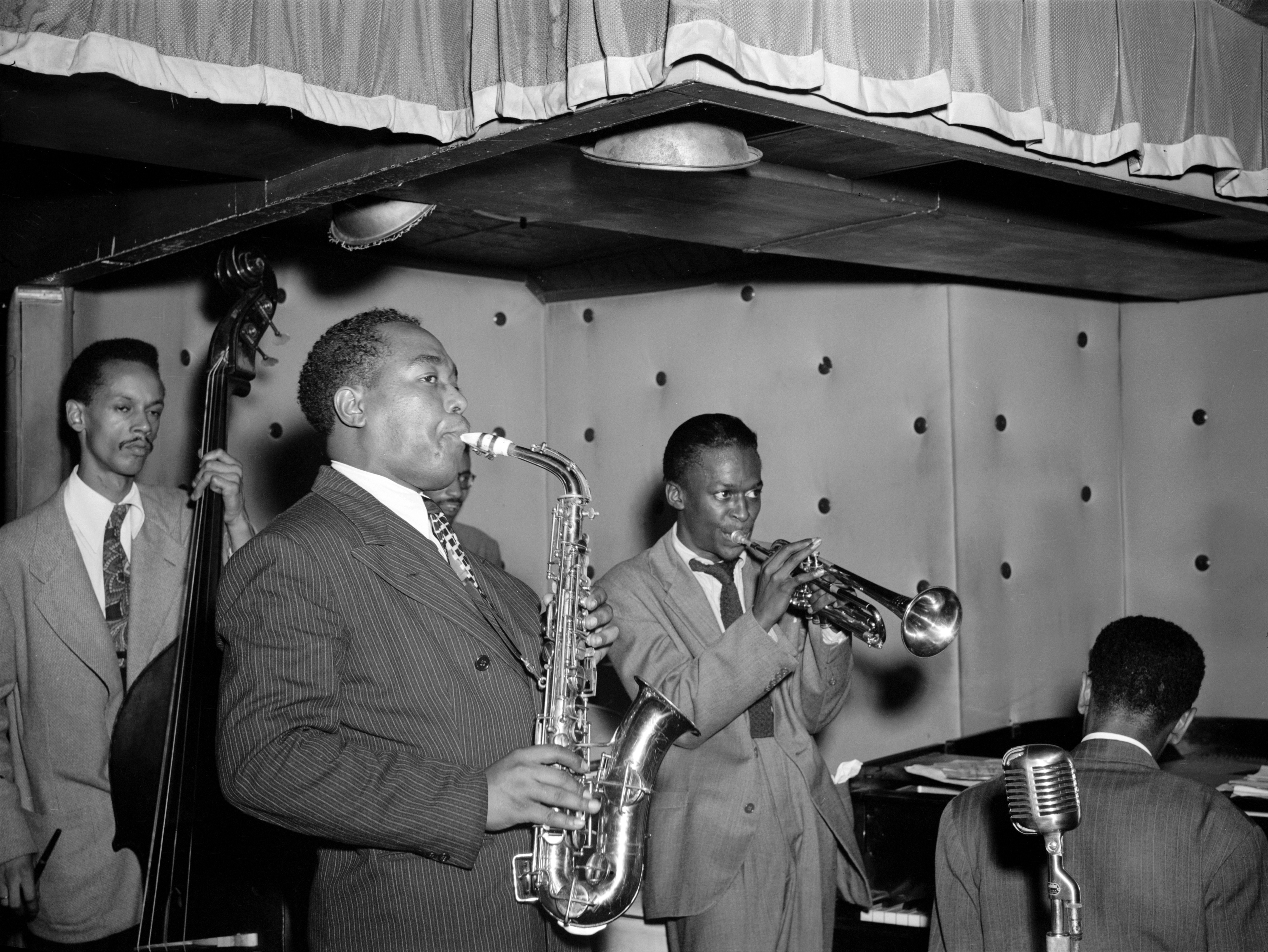
Zespół Charliego Parkera w 1947

W 1944 roku Davis przeprowadził się do Nowego Jorku, pozornie by rozpocząć naukę w Juilliard School of Music. W rzeczywistości jednak zaniedbał edukację i natychmiast zabrał się do poszukiwań Charliego Parkera. Jego pierwsze nagrania zostały opublikowane w 1945 roku i wkrótce stał się członkiem kwintetu Parkera występując na licznych parkerowskich nowatorskich płytach bebopowych wytwórni Savoy i Dial. Już wtedy styl gry Davisa na trąbce wyróżniał się, jednak brakowało mu jeszcze pewności siebie i wirtuozerii jego mistrza, znany był z „zadławionego dźwięku” (znak rozpoznawczy Davisa) i z potykania się czasami podczas swoich solówek.
W 1948 roku odbywał już praktykę jako sideman, zarówno na scenie i na nagraniach i jego kariera nagraniowa zaczynała kwitnąć. Davis zaczął pracować w nonecie, w którym obecne były rzadko spotykane instrumenty takie jak waltornia i tuba. W nonecie występował młody Gerry Mulligan i Lee Konitz. Po kilku występach w nowojorskim Royal Roost, Davis podpisał kontrakt z Capitol Records. Nonet wydał kilka singli w 1949 i 1950, które zawierały aranżacje Gila Evansa, Gerry’ego Mulligana i Johna Lewisa. W ten sposób rozpoczęła się jego współpraca z Evansem, z którym współpracował przy wielu ze swoich najważniejszych dziełach przez następne dwadzieścia lat. Ich nagrania nie doczekały się pełnego wydania aż do 1957 roku, kiedy to jedenaście z dwunastu utworów zostało opublikowanych jako album Birth of the Cool (bardziej współczesne wydania zawierają wszystkie dwanaście kompozycji).
W latach 1950–1955 Davis głównie nagrywał jako lider dla wytwórni Prestige i Blue Note w kombinacji rozmaitych małych grup. Jako muzycy towarzyszący pojawiali się Sonny Rollins, John Lewis, Kenny Clarke, Jackie McLean, Art Blakey, Horace Silver, Thelonious Monk, J.J. Johnson, Percy Heath, Milt Jackson i Charles Mingus. Inspiracją Davisa w tym okresie był pianista Ahmad Jamal, którego skąpy styl kontrastował z „wypełnionym” brzmieniem bebopu. Podobnie jak wielu mu współczesnych, uzależnił się od heroiny. W pierwszej części tej dekady, mimo że często występował i grał wiele sesji, w większości były one pozbawione polotu i wydawało się, że jego talent się marnuje. Nikt nie był tego bardziej świadom niż sam Davis i jego żona. W zimie 1953–1954 Davis powrócił do East St. Louis i zamknął się w pokoju gościnnym na farmie swojego ojca na siedem dni, aż jego organizm zupełnie pozbył się narkotyku. Po przezwyciężeniu nałogu heroinowego, Davis dokonał kilku ważnych nagrań dla Prestige w 1954, później zebranych na Bags’ Groove, Miles Davis and the Modern Jazz Giants i Walkin’. W tym czasie zaczął używać tuby harmonicznej by zaciemnić i stłumić tembr swojej trąbki i to stłumione brzmienie trąbki miało być później kojarzone z Davisem przez resztę jego kariery.
Nagrania z 1954 roku nie zostały jednakże wydane natychmiast i na popularność wśród publiczności jazzowej i krytyków musiał czekać aż do czerwca 1955 roku, gdy zagrał legendarne solo na ’Round Midnight Monka na Newport Jazz Festival. Ten występ sprawił, że Davis znów znalazł się w centrum jazzowej uwagi, co doprowadziło do podpisania przez George’a Avakiana kontraktu dla Columbii z Davisem i zawiązania się jego pierwszego kwintetu.

### Pierwszy Wielki Kwintet i Sekstet (1955 do 1958)

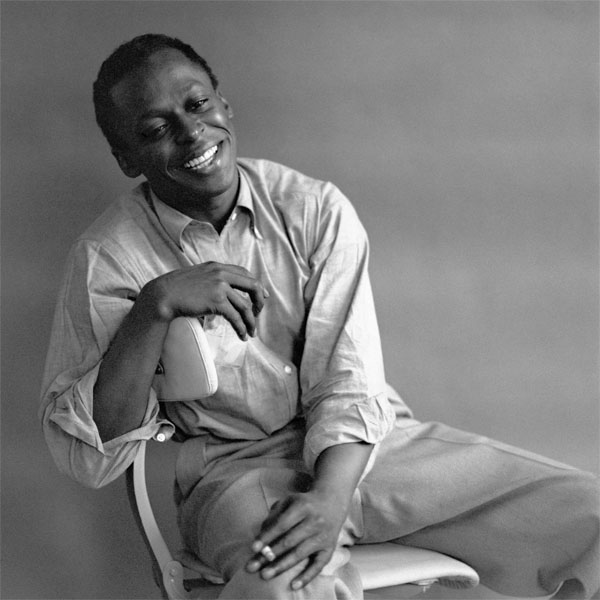
Miles Davis w 1955

W 1955 Davis zawiązał swój pierwszy słynny Kwintet Milesa Davisa. W zespole występowali John Coltrane (saksofon tenorowy), Red Garland (fortepian), Paul Chambers (kontrabas) i Philly Joe Jones (perkusja). Muzycznie grupa rozpoczęła od miejsca, w którym Davis przerwał w swoich sesjach z późnych lat czterdziestych. Wystrzegając się rytmicznej i harmonicznej złożoności dominującego wówczas bebopu, Davis pozwolił sobie na przestrzeń potrzebną do grania długich legato i wreszcie melodycznych nut, którymi zaczął odkrywać muzykę modalną. Davis wciąż podziwiał Ahmada Jamala i ta inspiracja widoczna była w muzyce kwintetu, zarówno w wyborze repertuaru, jak i jako wskazówka Davisa dla Garlanda.
Pierwszych nagrań grupa dokonała w wytwórni Columbia Records w 1955 roku i wydane one zostały na ’Round About Midnight. Davis wciąż jeszcze miał kontrakt z Prestige, ale zgodnie z umową mógł dokonywać nagrań nowych płyt dla innych wytwórni. Jego ostatnie nagrania dla Prestige były produktem dwudniowej sesji w 1956, która wydana została jako Relaxin’ with the Miles Davis Quintet, Steamin’ with the Miles Davis Quintet, Workin’ with the Miles Davis Quintet oraz Cookin’ with the Miles Davis Quintet.
Mimo że dziś kwintet uważany jest za jedną z najwspanialszych grup w historii jazzu, wybór sidemanów Davisa był wówczas przedmiotem krytyki. Co więcej, skład kwintetu nigdy nie był stabilny; kilku jego członków używało heroiny i Kwintet Milesa Davisa został rozwiązany na początku 1957 roku.
W 1958 kwintet reaktywował się jako sekstet, z dodatkowym udziałem Cannonballa Adderleya na saksofonie altowym i dokonał nagrania Milestones. Muzycznie, obejmowało ono zarówno motywy należące do przeszłości, jak i przyszłości jazzu. Davis (zręcznie wspomagany przez Coltrane’a) pokazał, że potrafi grać zarówno blues, jak i bebop, ale największą atrakcją jest utwór tytułowy, kompozycja Davisa oparta na skali doryckiej i eolskiej, w której Davis w pełnej krasie zaprezentował swój styl modalny, którego ważny element stanowi swobodna improwizacja, a który uczynił później swoim emblematem.

### Nagrania z Gilem Evansem (1957 do 1963)
W późnych latach pięćdziesiątych i wczesnych sześćdziesiątych Davis nagrał szereg albumów z Gilem Evansem, często grając nie tylko na trąbce, ale i na skrzydłówce. Pierwszy z nich, Miles Ahead (1957) wylansował jego wysoko cenioną grę w big-bandzie i sekcję na róg w aranżacji Evansa. Wśród melodii znalazły się The Duke Dave’a Brubecka oraz The Maids of Cadiz Léo Delibesa, pierwszy utwór europejskiej muzyki poważnej nagrany przez Davisa.
W Porgy and Bess Davisa i Evansa, aranżacji opery George’a Gershwina z 1958 roku, struktura melodii Gershwina zapewniła obfitą przestrzeń dla Davisa do improwizacji, przy czym ukazał on swoją zdolność wariacji i rozwinięcia pierwotnych motywów oraz oryginalność pomysłów melodycznych. Davis określał ten album mianem jednego ze swoich ulubionych.
Sketches of Spain (1959 do 1960] zawierał utwory współczesnego hiszpańskiego kompozytora Joaquína Rodrigo i nieżyjącego Manuela de Falli, a także oryginalne kompozycje Gila Evansa z motywami hiszpańskimi. Na Miles Davis at Carnegie Hall (1961) znalazł się utwór Rodrigo Concierto de Aranjuez obok innych melodii nagranych podczas koncertu z orkiestrą pod dyrekcją Evansa.
Sesje lat 1962 i 1963 zaowocowały albumem Quiet Nights, krótkim zbiorem melodii bossa nova, który został wydany wbrew życzeniom zarówno Evansa, jak i Davisa. Była to ostatnia okazja, podczas której ta dwójka nagrała wspólnie pełny album, ale Evans pozostał jednym z najważniejszych współpracowników i przyjaciół Davisa. Pod koniec swojego życia i po śmierci Evansa Davis powiedział: Gil był moim najlepszym przyjacielem.

### Kind of Blue (1959 do 1964)
Po nagraniu Milestones, Garland i Jones zostali zastąpieni przez Billa Evansa i Jimmy’ego Cobba. Najprawdopodobniej Davis wybrał Evansa ze względu na jego wyrafinowane podejście harmoniczne. Z różnych przyczyn obecność Evansa w zespole trwała relatywnie krótko i gdy odszedł w 1958, na jego miejsce wszedł Wynton Kelly.
W marcu i kwietniu 1959 Davis raz jeszcze wszedł do studia z własnym sekstetem i Billem Evansem by nagrać album, który uważany jest przez wielu za arcydzieło, Kind of Blue. Album został zaplanowany wokół stylu fortepianowego Evansa. Miały na niego wpływ również koncepcje, których Evans nauczył się grając z George’em Russellem na pierwszych nagraniach jazzu modalnego i które przekazał grając w sekstecie. Kelly zagrał wyłącznie na Freddie Freeloader i nie był obecny na kwietniowej sesji. Co prawda grupa grała już So What i All Blues na koncertach przed tym nagraniem, ale do pozostałych trzech kompozycji Davis i Evans przygotowali harmoniczne ramy szkieletowe, które pozostali muzycy zobaczyli po raz pierwszy w dniu nagrania, co pozwoliło na powstanie świeżej i spontanicznej postawy improwizacyjnej. Album będący tego rezultatem zyskał wielką popularność i (według RIAA) został najlepiej sprzedającym się nagraniem jazzowym w historii. Zarazem stał się źródłem inspiracji dla wielu muzyków.
W tym samym roku, stojąc podczas przerwy przed słynnym nowojorskim klubem Birdland Davis został pobity przez nowojorskich policjantów, a następnie aresztowany. Uważając, że atak ten miał motywy rasistowskie, starał się przeprowadzić sprawę sądowo, ale ostatecznie zrezygnował. Takie traktowanie było znacząco różne od tego jak Davis traktowany był poza granicami USA, zwłaszcza na trasach europejskich, gdzie był powszechnie fetowany.
Davis przekonał Coltrane’a, który pragnął już wówczas założyć własną grupę, do zagrania z zespołem na ostatniej trasie europejskiej wiosną 1960 roku. Odszedł on później by zawiązać swój własny kwartet, ale powrócił jeszcze by zagrać parę utworów na Someday My Prince Will Come w 1961. Davis próbował różnych saksofonistów na jego miejscu, w tym Sonny’ego Stitta i Hanka Mobleya. Kwintet z Hankiem Mobleyem kilkakrotnie nagrywał i występował na żywo w Carnegie Hall i Black Hawk Supper Club w San Francisco. Nagrania Stitta z grupą można znaleźć na CD Live in Stockholm.
W 1963 roku Davisa opuściła wieloletnia sekcja rytmiczna składająca się z Kelly’ego, Chambersa i Cobba. Szybko zaczął pracę nad zakładaniem nowego zespołu, w którym znaleźli się saksofonista tenorowy George Coleman i basista Ron Carter. Davis, Coleman, Carter i kilku innych muzyków nagrali połowę albumu wiosną 1963. Kilka tygodni później do grupy dołączyli Tony Williams na perkusji i pianista Herbie Hancock, a wkrótce potem Davis, Coleman i młoda sekcja rytmiczna nagrali pozostałą część albumu Seven Steps to Heaven.
Członkowie młodej sekcji rytmicznej szybko zgrali się ze sobą i sekcją dętą; błyskawiczną ewolucję grupy można dostrzec słuchając wspomnianego wyżej albumu studyjnego In Europe (1963), My Funny Valentine i Four and More (oba z lutego 1964 roku). Grupa grała w gruncie rzeczy ten sam bebopowy repertuar i standardy, co wcześniejsze zespoły Davisa, ale podchodziła do nich z coraz większą swobodą strukturalną i rytmiczną i (w przypadku utworów z przyspieszającym tempem) zawrotną szybkością.
Coleman opuścił grupę wiosną 1964 roku i zastąpiony został, dzięki sugestii Tony’ego Williamsa, przez awangardowego saksofonistę Sama Riversa. Davis uważał jednak, że Rivers nie był idealnym poszukiwanym zmiennikiem. Wiedział on, że Rivers chylił się w stronę free jazzu, kierunku, którym sam Davis pogardzał. Rivers pozostał w zespole tylko przez krótki czas, ale wystąpił podczas nagrania koncertowego kwintetu w Japonii; grupy w tym składzie można posłuchać na Miles in Tokyo (1964).
Pod koniec lata, Davisowi udało się przekonać Wayne’a Shortera do opuszczenia Jazz Messengers Arta Blakeya, co stanowiło dla niego przedmiot trudnej decyzji, jako że był on już wówczas dyrektorem muzycznym tej grupy. Obecność Shortera dopełniła skład Drugiego Wielkiego Kwintetu trębacza. Rzecz jasna Shorter stał się jednym z głównych kompozytorów kwintetu Milesa i niektóre z jego kompozycji z tego okresu (Footprints, Nefertiti) są obecnie standardami. W ramach trasy koncertowej w Europie zespół szybko dokonał swojego pierwszego nagrania, Miles in Berlin (wrzesień 1964 roku).

### Drugi Wielki Kwintet (1964 do 1968)
Do czasu E.S.P. (1965) zespół (drugi wielki kwintet Davisa i ostatni z jego zespołów akustycznych) składał się z Wayne’a Shortera (saksofon), Herbiego Hancocka (fortepian), Rona Cartera (bass) i Tony’ego Williamsa (perkusja).
Dwunocny występ grupy w Chicago pod koniec 1965 roku uchwycony został na składającym się z 8 CD zestawie The Complete Live at The Plugged Nickel 1965 wydanym w 1995. W przeciwieństwie do większości nagrań studyjnych grupy, koncert na żywo wciąż ukazywał zespół jako grający głównie standardy i melodie bebop, aczkolwiek z większą swobodą niż w latach poprzednich.
Po tym nastąpił szereg nagrań studyjnych: Miles Smiles (1966), Sorcerer (1967), Nefertiti (1967), Miles in the Sky (1968) i Filles de Kilimanjaro (1968). Podejście kwintetu do improwizacji stało się znane jako time no changes (ang. czas bez zmian) lub freebop, jako że, podczas gdy utrzymali miarowy rytm, porzucili podejście zmiennoakordowe bebopu na rzecz podejścia modalnego. Sekcja rytmiczna stała się bardziej luźna, będąc w stanie zmieniać tempo rozkładu metrycznego. Aż do Nefertiti, nagrania studyjne składały się w głównej mierze z oryginałów Wayne’a Shortera i, w mniejszym stopniu, innych sidemanów. Od 1967 grupa zaczęła praktykować rzadki zwyczaj grania swoich koncertów na żywo, jako nieprzerwanego ciągu kompozycji, gdzie każdy utwór płynnie przechodził w kolejny i jedynie zmiany melodii stanowiły jakikolwiek znak demarkacyjny; zespoły Davisa kontynuowały granie w ten sposób aż do jego wycofania się w 1975.
Miles in the Sky i Filles de Kilimanjaro, na których wprowadzone zostały nieśmiało na części utworów gitara basowa, fortepian elektryczny i gitara, wyraźnie wskazywały na następujący w dorobku Davisa etap fusion. Davis rozpoczął także eksperymentować na tych nagraniach z podejściem zorientowanym bardziej rockowo, i do czasu nagrania drugiej części Filles de Kilimanjaro, Dave Holland i Chick Corea zastąpili Cartera i Hancocka w zespole; zarówno jednak Carter, jak i Hancock brali jeszcze potem udział w późniejszych sesjach nagraniowych. Davis zaczął wkrótce przejmować kompozytorskie obowiązki swoich sidemanów.

### Elektryczny Miles (1968 do 1975)
Wydane w ostatnich latach zestawy płyt pokazują, że progresja Davisa od „freebopu” (lub postbopu) jego Drugiego Kwintetu do poważnego, rytmicznego świata fusion była znacznie mniej raptowna niż wydawało się początkowo, gdy In a Silent Way pojawiło się po Filles de Kilimanjaro. Źródła inspiracji Milesa, często powiązane z gustami jego przyszłej żony, Betty Mabry, stanowiły takie gatunki późnych lat sześćdziesiątych jak acid, funk i legendy rocka, jak choćby Sly and the Family Stone, James Brown czy Jimi Hendrix. Trochę później, najbardziej zauważalnie na On the Corner z 1972, ewidentny stał się wpływ Karlheinza Stockhausena. Te zmiany wymagały od Davisa i jego zespołu adaptacji do nowoczesnych, elektrycznych instrumentów, zarówno przy występach na żywo, jak i grze w studio.
Do czasu, gdy In a Silent Way zostało nagrane w lutym 1969, Davis powiększył swój standardowy kwintet o dodatkowych graczy. Hancock i Joe Zawinul zostali wciągnięci by wspomagać Coreę na klawiszach elektrycznych, a młody gitarzysta John McLaughlin wystąpił wówczas z Davisem po raz pierwszy. W tym czasie, Wayne Shorter grał dodatkowo na saksofonie sopranowym. Po nagraniu tego albumu Tony Williams odszedł z zespołu by założyć grupę Lifetime i został zastąpiony przez Jacka DeJohnette’a. Sześć miesięcy później, jeszcze większy zespół muzyków, z Jackiem DeJohnette’em, Airto Moreirą i Benniem Maupinem w składzie, nagrał Bitches Brew. Owe dwa nagrania zostały uznane za pierwszą w pełni udaną fuzję jazzu z muzyką rockową i stanowiły podstawę dla rozwoju gatunku, który stał się znany po prostu jako fusion. Zarówno Bitches Brew, jak i In a Silent Way zawierały „poszerzone” (dłuższe niż 20 minut każda) kompozycje, które nigdy tak naprawdę nie były grane „od początku do końca” przez muzyków w studio. Miles i producent Teo Macero wybierali zamiast tego motywy muzyczne o różnej długości z nagranych długich improwizacji i edytowali je wspólnie w muzyczną całość, która istnieje jedynie w tak nagranej wersji. Bitches Brew, w szczególności, jest przykładem użycia efektów elektronicznych, wielościeżkowości, pętli taśmy i innych technik edycyjnych.
W tym okresie Davis koncertował ze „Straconym Kwintetem” Shortera, Corei, Hollanda i DeJohnette’a. Co prawda Corea grał na fortepianie elektrycznym i grupa okazjonalnie zahaczała o rocka, ale ich muzyka była bezkompromisowym postbopem, który często przelewał się we w pełni rozwinięty free jazz. Repertuar grupy zawierał materiały z Bitches Brew, In a Silent Way, albumów kwintetowych z lat sześćdziesiątych i sporadycznych standardów.
Oba nagrania, zwłaszcza Bitches Brew, stały się wielkimi bestsellerami Davisa i oskarżano go o „wyprzedawanie” swoich byłych fanów, jednocześnie przyciągając fanów, którzy słuchali twórczości Davisa równocześnie z innymi najpopularniejszymi dziełami późnych lat sześćdziesiątych.
Davis sięgał po nową publiczność także na inne sposoby. Począwszy od Bitches Brew jego albumy zaczęły zawierać dzieła sztuki w znacznie większej mierze zgodne z ruchami psychodelicznymi i „Black Power” niż z twórczością obecną na jego wcześniejszych nagraniach. Dokonał znaczących cięć w swoim zwyczajowym honorarium koncertowym, by móc grać przed grupami rockowymi Steve Miller Band, Grateful Dead i Santana. Kilka albumów na żywo zostało nagranych we wczesnych latach siedemdziesiątych podczas takich występów jak Live at the Fillmore East, March 7, 1970: It’s About that Time (marzec 1970; ostatni występ Shortera w zespole), Black Beauty: Miles Davis at Fillmore West (kwiecień 1970; Steve Grossman w zastępstwie Shortera na saksofonach) i Miles Davis at Fillmore: Live at the Fillmore East (czerwiec 1970; Keith Jarrett dołącza do grupy jako drugi klawiszowiec). W przeciwieństwie do „Straconego Kwintetu”, muzyka tych albumów była bardziej funky i silniej zorientowana w stronę rocka, ze stosunkowo nieznacznymi tendencjami free jazzowymi. Corea rozpoczął w istotny sposób polegać na efektach zwanych modulacją pierścieniową (ring modulator), a Dave Holland posunął się w stronę gitary basowej (początkowo grając na kontrabasie przez pierwszy rok).
Do czasu Live-Evil (grudzień 1970; Jarrett jako jedyny klawiszowiec, Gary Bartz w zastępstwie Grossmana na saksofonach i Michael Henderson zamiast Hollanda na gitarze basowej, a Airto Moreira na perkusji), zespół Davisa przemienił się w grupę zorientowaną znacznie bardziej w kierunku funk. Davis zaczął eksperymentować z tak zwaną „kaczką” (urządzenie efektowe „wah-wah”) na swojej trąbce. Kolektyw z Bartzem, Jarrettem i Hendersonem, często określany jako Cellar Door band (części Live-Evil grane na żywo nagrane były w klubie o takiej nazwie), nigdy nie nagrał w studio, ale został udokumentowany na zestawie pudełkowym CD The Cellar Door Sessions 1970, który nagrany został na przestrzeni czterech dni w grudniu 1970 roku.
W roku 1970 Davis w znaczącym stopniu wsparł powstanie ścieżki dźwiękowej do filmu dokumentalnego o afroamerykańskim bokserze, Jacku Johnsonie. Jako miłośnik boksu, Davis zauważał podobieństwa między Johnsonem, którego cała kariera stała pod znakiem nieudanych usiłowań „Great White Hope” („Wielkiej Białej Nadziei” – bokser James J. Jeffries}, a także innych białych bokserów tego okresu) by zdetronizować go z pozycji mistrza świata wagi ciężkiej, i swoją własną karierą, w której, jak uważał, establishment nie pozwalał mu otrzymać uznania i nagród, które mu się należały. Album będący tego rezultatem, A Tribute to Jack Johnson z 1971 roku zawierał dwa długie utwory wykorzystujące talent wielu muzyków, z których niektórzy nie zostali uwzględnieni w wydawnictwie albumu, wśród nich John McLaughlin i Sonny Sharrock. Współpracując z producentem Teo Macero, Davis stworzył dzieło, które wielu krytyków uważa za najbardziej finezyjny elektryczny, rockowo zainspirowany album, jednakże użycie edycji i technik studyjnych mogło dopiero zostać docenione po wydaniu pięciopłytowego The Complete Jack Johnson Sessions w 2003.
Davis nie zgodził się na bycie ograniczonym przez oczekiwanie tradycyjnej audiencji lub krytyków muzycznych i kontynuował poszukiwania swojego nowego zespołu. W swojej autobiografii napisał, że chciał tworzyć muzykę dla młodych afroamerykańskich odbiorców. On the Corner (1972) pokazało pozornie bezwysiłkową dawkę funku bez poświęcania rytmicznych, melodycznych niuansów, które obecne były w całej jego karierze. Album ukazywał także wpływy aranżacji studyjnych Paula Buckmastera i Stockhausena z jego warstwowymi nagraniami i postprodukcyjną edycją. Album zwrócił także uwagę dzięki obecności saksofonisty, Carlosa Garnetta. Album sprowokował falę zażartej krytyki, przykładem której była wypowiedź pewnego krytyka brytyjskiego: Kocham Milesa, ale w tym momencie wysiadam. W swojej autobiografii Davis wyraził opinię, że krytyka ta wzięła się z faktu, że krytycy nie mogli skategoryzować tej muzyki i narzekał, że On the Corner promowane było w stacjach radiowych jazzu „tradycyjnego”, i tym samym nie docierała do młodych Afroamerykanów. Miles uważał, że nagranie będzie czymś, za co czarni ludzie będą mnie pamiętać.
Po nagraniu On the Corner, Davis założył nową grupę muzyków, w której z dawnego zespołu Cellar Door band pozostali tylko Michael Henderson, Carlos Garnett i perkusjonista Mtume. W jej skład weszli gitarzysta Reggie Lucas, grający na tabli Badal Roy, Khalil Balakrishna na sitarze i perkusista Al Foster. Co niezwykłe, żaden z tych sidemanów nie był znaczącym instrumentalistą jazzowym; w rezultacie, w muzyce podkreślona była zwartość rytmiczna i zmienna faktura, nie indywidualne sola. Grupa ta, która w Philharmonic Hall w Liverspoolu w Anglii nagrała album Miles Davis in Concert: Live at Philharmonic Hall (1972), nie satysfakcjonowała Davisa. Do pierwszej połowy 1973 roku zrezygnował z tabli i sitaru, przejął klawisze i dodał gitarzystę Pete’a Coseya. Zespół w składzie Davis, Cosey, Henderson, Mtume i Foster pozostał prawie nienaruszony przez kolejne dwa lata. Dave Liebman, który początkowo grał w zespole na saksofonie i flecie; w 1974 został zastąpiony przez Sonny’ego Fortune’a.
Do połowy lat siedemdziesiątych wydajność produkcyjna Davisa spadała. Big Fun (1974) był podwójnym albumem zawierającym cztery długie jamy, nagrane pomiędzy 1969 i 1972. Podobnie Get Up with It (1975) stanowiło zbiór nagrań z poprzednich pięciu lat. Get Up With It zawierało He Loved Him Badly, wyraz hołdu dla Duke’a Ellingtone’a, a także będący jednym z najgłośniejszych utworów Davisa z tego okresu, Calypso Frelimo. Ówcześni krytycy skarżyli się, że na albumie zbyt wiele było nierozwiniętych pomysłów. Był to jego ostatni album studyjny lat siedemdziesiątych.
W 1974 i 1975 roku Columbia nagrała trzy podwójne płyty winylowe Davisa na żywo: Dark Magus: Live at Carnegie Hall, Agharta i Pangaea. Dark Magus to nowojorski koncert z 1974; pozostałe dwa nagrania to następujące po sobie koncerty nagrane tego samego dnia w lutym 1975 roku w Osace, w Japonii. Tylko Agharta dostępna była w Stanach; Pangaea i Dark Magus zostały początkowo wydane jedynie przez CBS/Sony Japan. Wszystkie trzy zawierały co najmniej dwóch gitarzystów elektrycznych (Reggie Lucas i Pete Cosey z arsenałem posthendriksowskich elektronicznych urządzeń zniekształcających dźwięk; Dominique Gaumont jako trzeci gitarzysta na Dark Magus), bas elektryczny (Davis wciąż opierał się na funkowo zabarwionym, czystej grze Michaela Hendersona), perkusję, instrumenty stroikowe, i Davisa na trąbce (także elektrycznej) i organach. Te albumy, będące udokumentowaniem dorobku grup, których Miles był wówczas liderem, były ostatnimi utworami muzycznymi, które Milesowi przyszło nagrać przez kolejne pięć lat. Występy Davisa, nękanego przez chorobę zwyrodnieniową stawów (przez którą w 1976 musiał poddać się operacji wymiany stawu biodrowego, pierwszej z kilku), depresję, zapalenie kaletki maziowej, wrzody, reumatyzm i wznowione uzależnienie od alkoholu i nielegalnych środków odurzających (głównie kokainy i heroiny), spotykały się z ostrą krytyką od końca 1974 po wczesny 1975 rok; podczas koncertu w małym klubie w San Francisco zagrał on tylko parę postrzępionych, atonalnych figur na organach i trąbce „wah-wah”, resztę trzygodzinnego występu spędzając na tańczeniu do muzyki granej przez jego zespół. Do czasu gdy grupa dotarła do Japonii w lutym 1975 roku, Davis był na krawędzi psychicznego załamania i wymagał obfitych ilości wódki i morfiny aby móc wypełnić swoje zobowiązania.
Wkrótce potem, Davis zupełnie wycofał się z życia publicznego na pięć lat. Jak Gil Evans eufemistycznie stwierdził: Jego organizm jest zmęczony. I po całej tej muzyce, do powstania której się przyczynił przez ostatnie 35 lat, potrzebuje wypoczynku.
Okres ten Davis określał jako barwny moment w jego życiu, podczas którego zamożne białe kobiety rzekomo nie skąpiły mu seksu i narkotyków. W rzeczywistości stał się zupełnie uzależniony od kokainy i heroiny, spędzając prawie cały swój czas leżąc na kanapie w swoim mieszkaniu i oglądając telewizję, wychodząc tylko by zdobyć narkotyki. W 1976 magazyn Rolling Stone informował o nadciągającym zgonie trębacza. Większość z najstarszych współpracowników i sojuszników Davisa w społeczności jazzowej, zdumionych polaryzacyjną muzyką lat 1969–1975 uznało ten obrót wydarzeń za kulminację jego pychy i unikało go. Mimo że zaprzestał codziennej gry na trąbce, Davis kontynuował sporadycznie komponowanie i trzykrotnie próbował nagrywać w trakcie swojej muzycznej nieobecności; sesje te (jedna przy współpracy z Paulem Buckmasterem i Gilem Evansem, który odszedł nie otrzymawszy obiecanego honorarium) przyniosły niewielkie rezultaty i pozostały niewydane.
Mimo że Davis stał się pariasem sceny muzycznej, to, jak w przypadku każdego płodnego i respektowanego artysty, który z tajemniczych powodów raptownie zaprzestaje tworzyć, jego legenda wśród słuchaczy rosła w postępie geometrycznym, podczas gdy Columbia nie przestawała wydawać albumów kompilacyjnych i niewydanych wcześniej nagrań. Dowodem tego była pozycja Davisa w corocznym sondażu „Top 10” trębaczy według magazynu Downbeat w 1979 roku.
W okresie swojego braku aktywności Davis miał okazję obserwować jak muzyka fusion, którą zainicjował w poprzedniej dekadzie, weszła do głównego nurtu kulturalnego. Czy to grana przez jednego z wielu protegowanych Davisa, w tym Herbiego Hancocka, Chicka Corei z jego przełomową grupą Return to Forever, Mahavishnu Orchestra Johna McLaughlina, czy the Weather Report (założyciele, Wayne Shorter i Joe Zawinul obaj spędzili jakiś czas grając w zespołach Davisa), wpływy Davisa można było usłyszeć wszędzie, podobnie jak po każdym z jego rewolucyjnych etapów rozwoju. Mimo że utrzymywał serdeczne stosunki z wszystkimi tymi muzykami do roku 1975 i pozostał dobrym przyjacielem perkusisty Jacka DeJohnette i McLaughlina aż do swojej śmierci, pozostał zazdrosny wobec wielogatunkowego sukcesu, którym cieszyli się jego byli sidemani, a serię koncertów rozpoczynających karierę Hancocka pod koniec 1975 roku uznał, że uwłaczającą swojemu ego. Gdy wyszedł z ukrycia, muzyczni kontynuatorzy Davisa widoczni byli w New Wavie, a w szczególności w stylistyce Prince’a.
Nagrania Davisa z lat siedemdziesiątych przeszły ostatnimi laty proces dość radykalnej reoceny i są obecnie uważane przez wielu za znaczący dorobek w porównaniu do wcześniejszego okresu i za niesamowicie interesującą mieszankę idei wywiedzionych zarówno z jazzu, funku i muzyki jazzowej, jak i z eksperymentalnej muzyki zorientowanych metodycznie kompozytorów europejskich. Ostatnimi czasy, Dave Douglas, Wadada Leo Smith, Mark Isham, Tim Hagans, Nicholas Payton i inni nagrali albumy mniej lub bardziej czerpiące z dorobku elektrycznej ery Davisa.

### Ostatnia dekada (1981 do 1991)

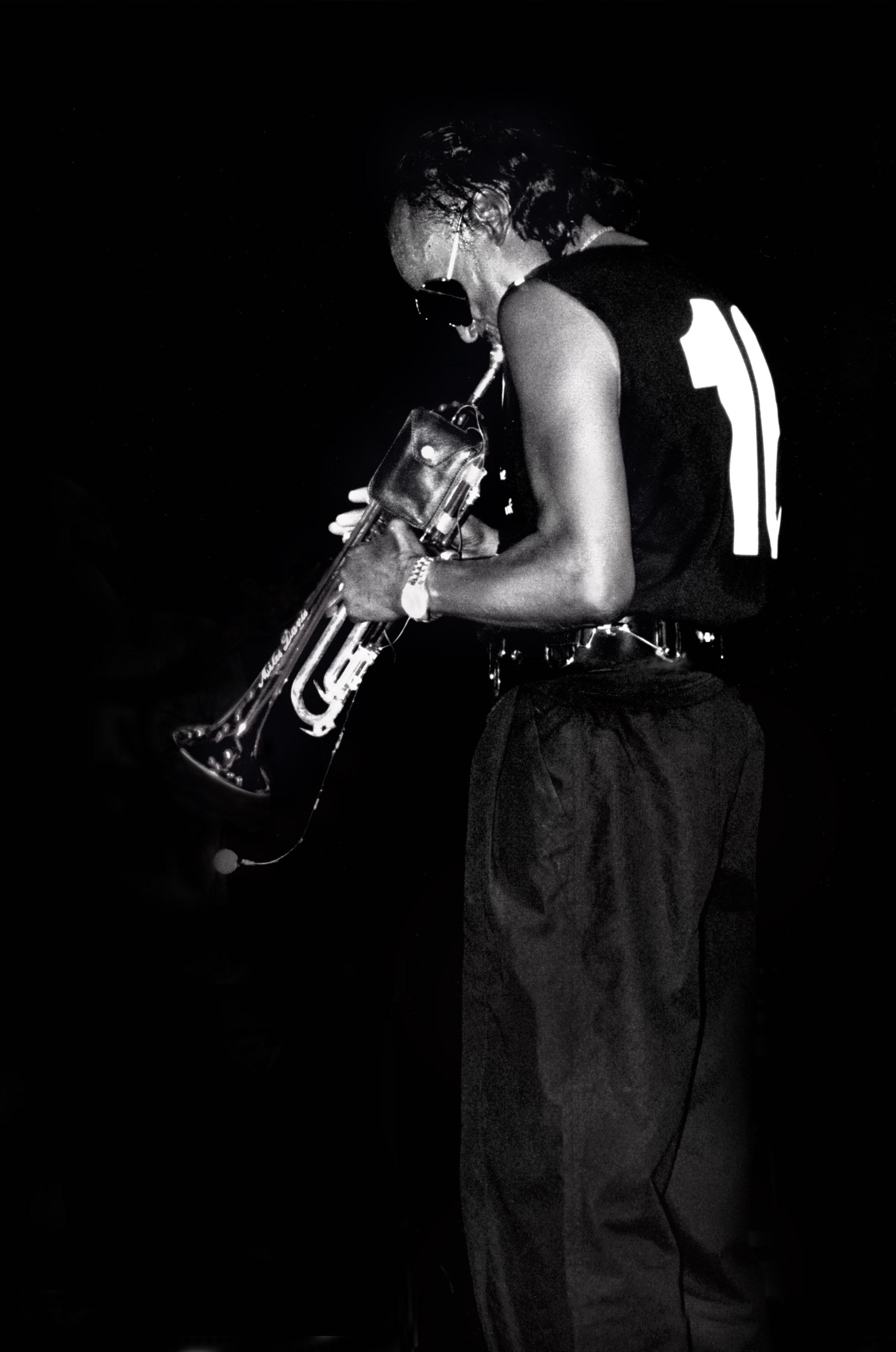
Miles Davis w 1986

Do 1979 rozbudził się związek Davisa z aktorką Cicely Tyson, która do grona gwiazd weszła dzięki swojej roli w Roots. Razem z Tyson, Davis przeszedł pełny detoks i odzyskał swój entuzjazm dla muzyki. Jako że nie grał na trąbce przez większą część z ostatnich trzech lat, odzyskanie słynnej umiejętności odpowiedniego ułożenia ust (koniecznej do sprawnego grania na instrumentach dętych) okazało się wyjątkowo karkołomnym zadaniem. Nagrywając The Man with the Horn (sesje rozbite były na przestrzeni lat 1979–1981), Davis próbował zatuszować to, co uważał za techniczne braki, przy użyciu „kaczki” z młodszą, dużą i w znacznej mierze niedoświadczoną grupą muzyków.
Ta początkowo duża grupa muzyków została wkrótce zastąpiona przez mniejsze combo, w którym znaleźli się saksofonista Bill Evans (brak pokrewieństwa z pianistą) i młody basista Marcus Miller, którzy pozostali jednymi z najczęstszych współpracowników Davisa w ciągu następnej dekady. Miles ożenił się z Tyson w 1981; rozwód z nią wziął w 1988 roku. Długo oczekiwany The Man with the Horn został wreszcie wydany (1981), ale uzyskał słabe recenzje u krytyków, mimo osiągnięcia dobrych wyników sprzedaży. W maju nowy zespół zagrał dwukrotnie na Newport Jazz Festival i koncerty, podobnie jak nagrany na żywo podczas późniejszej trasy koncertowej album We Want Miles, spotkały się z pozytywną krytyką. W związku z ciągnącymi się problemami zdrowotnymi, forma Davisa była zmienna, ale fani docenili fakt, że program koncertów podzielony był w tradycyjny, „piosenkowy” sposób (w przeciwieństwie do tematycznie nastawionego podejścia bez przerw w koncertach z lat 1967 do 1975), a w dobre noce trębacz prezentował potężnie rozbudowany wachlarz możliwości, rezultat wielogodzinnych nieprzerwanych ćwiczeń.
Do czasu Star People (1983) do zespołu Davisa wszedł gitarzysta John Scofield, z którym Davis blisko pracował zarówno przy Star People, jak i Decoy z 1984, nierozwiniętą, eksperymentalną mieszanką muzyki soul i electronica. Chociaż wiele nagrań Davisa z tego okresu zostało ocenionych jako nierówne, minimalistyczne, mógł być to efekt zamierzony; w tym czasie zakochał się on w graniu tras koncertowych i zdawał się uważać wydawnictwa studyjne nie za dzieła namysłu, ale za szkice dla luźniejszych, bardziej złożonych koncertów. Z siedmioosobowym zespołem, zawierającym Scofielda, Evansa, perkusistę Ala Fostera i basistę Darryla Jonesa (późniejszego członka The Rolling Stones) zagrał szereg koncertów w Europie gdzie został przyjęty w niezwykle entuzjastyczny sposób.
Z powrotem w studio, You’re Under Arrest (1985) zawierało kolejny stylistyczne odchylenie: interpretacje współczesnych piosenek popowych takich jak Time After Time Cyndi Lauper czy Human Nature Michaela Jacksona, za które otrzymał wiele krytyki ze strony prasy jazzowej, mimo że gdzie indziej nagranie zostało dobrze ocenione. Davis zwracał także uwagę, że wiele spośród zaakceptowanych standardów jazzowych było w gruncie rzeczy piosenkami popowymi z broadwayowskich teatrów, i że on jedynie wybierał i wykonywał bardziej współczesne przykłady muzyki pop.
You’re Under Arrest stał się także ostatnim albumem Davisa nagranym z Columbią i pierwszym z polskim wkładem; głos Marka Olko w utworze One Phone Call/Street Scenes. Przy komercyjnym i artystycznym upadku fusion w późnych latach siedemdziesiątych i wczesych osiemdziesiątych i nieobecnym przełamującym style Davisie, pojawiła się, ku wielkiemu uznaniu pośród tych, którzy czuli pozbawieni praw do własnych wyborów przy zalewie fusion i free jazzu, nowa fala tradycjonalistycznego jazzu, generalnie odrzucającego wszelkie postępy w tym gatunku po roku 1965. Centralną figurą tego ruchu był trębacz Wynton Marsalis, także związany z Columbią, który poza swoimi dorobkiem jazzowym nagrał kilka albumów muzyki poważnej i publicznie odrzucił niedawne dokonania Milesa jako niebędące prawdziwym „jazzem”. Początkowo Davis zlekceważył komentarze Marsalisa, określając go mianem „miłego młodego człowieka, tyle że zagubionego”, ale stał się w najwyższym stopniu zirytowany, kiedy ten pojawił się niezapowiedziany na scenie podczas koncertu i szepnął Davisowi do ucha, że „ktoś” powiedział mu, żeby to zrobić. Natychmiast kazał Marsalisowi opuścić scenę. Temat ten podzielił fanów: niektórzy uważali, że słowa Marsalisa miały znaczące podstawy, dla innych fakt, że arogancki młody trębacz często obrażał publicznie kogoś, kto uważany był za żyjącą legendę, nie było niczym innym tylko profanacją. Punktem decydującym okazał się moment, gdy producent jazzowy Columbii poprosił, żeby zaprosił Marsalisa na swoje urodziny. Poirytowany już wówczas opóźnieniami z wydaniem Aury i gigantycznym rozgłosem wokół osoby Marsalisa, Davis podpisał kontrakt z Warner Bros.
Raz jeszcze demonstrując swój eklektyzm w tym okresie, Davis współpracował z szeregiem grup z brytyjskiej sceny new wave, w tym ze Scritti Politti. Davis – na zaproszenie producenta Billa Laswella – nagrał, według słów Johna Lydona z Public Image Ltd na informacji dołączonej do ich zestawu płytowego Plastic Box, parę partii na trąbkę podczas sesji nagraniowej albumu Album, mimo że, jak powiedział, „o dziwo nie wykorzystali jego wkładu” (także, według notatek Lydona z Plastic Box, Davis przychylnie porównał jego głos do brzmienia swojej trąbki).
Wziąwszy najpierw udział w nagraniu Artists United Against Apartheid (Zjednoczeni Artyści Przeciw Apartheidowi), Davis podpisał kontrakt z wytwórnią Warner Brothers i ponownie podjął współpracę z Marcusem Millerem. Album będący jej rezultatem, Tutu (1986) stał się pierwszym, na którym użyte zostały współczesne techniki studyjne – zaprogramowane syntezatory, sample i wykorzystanie pętli nagranych sekcji perkusyjnych – co pozwoliło stworzyć zupełnie nowe warunki dla gry Davisa. Entuzjastycznie zrecenzowany po wydaniu, album często określany był jako współczesna wersja poważnego Sketches of Spain i otrzymał nagrodę Grammy w 1987. To jest także drugi album z „polskim wkładem”, tym razem w osobie Michała Urbaniaka.
Po Tutu Davis nagrał ścieżki dźwiękowe do dwóch filmów: Cwaniak i Siesta, przy czym zarówno filmy, jak i muzyka Milesa nie warte były większej uwagi (poza występem Morgana Freemana jako Fast Black w Cwaniaku), ale kontynuował występy na trasach koncertowych ze swoim zespołem ciągle zmieniających się muzyków i z zapasami większymi niż przez ostatnie piętnaście lat.
Miles Davis nie przestawał regularnie występować na żywo w ostatnich latach swojego życia. W Polsce wystąpił dwukrotnie na festiwalu Jazz Jamboree – w 1983 oraz w 1988. Zmarł na udar mózgu 28 września 1991 w wieku 65 lat. Został pochowany na Woodlawn Cemetery w Bronksie w Nowym Jorku.

## Upamiętnienie

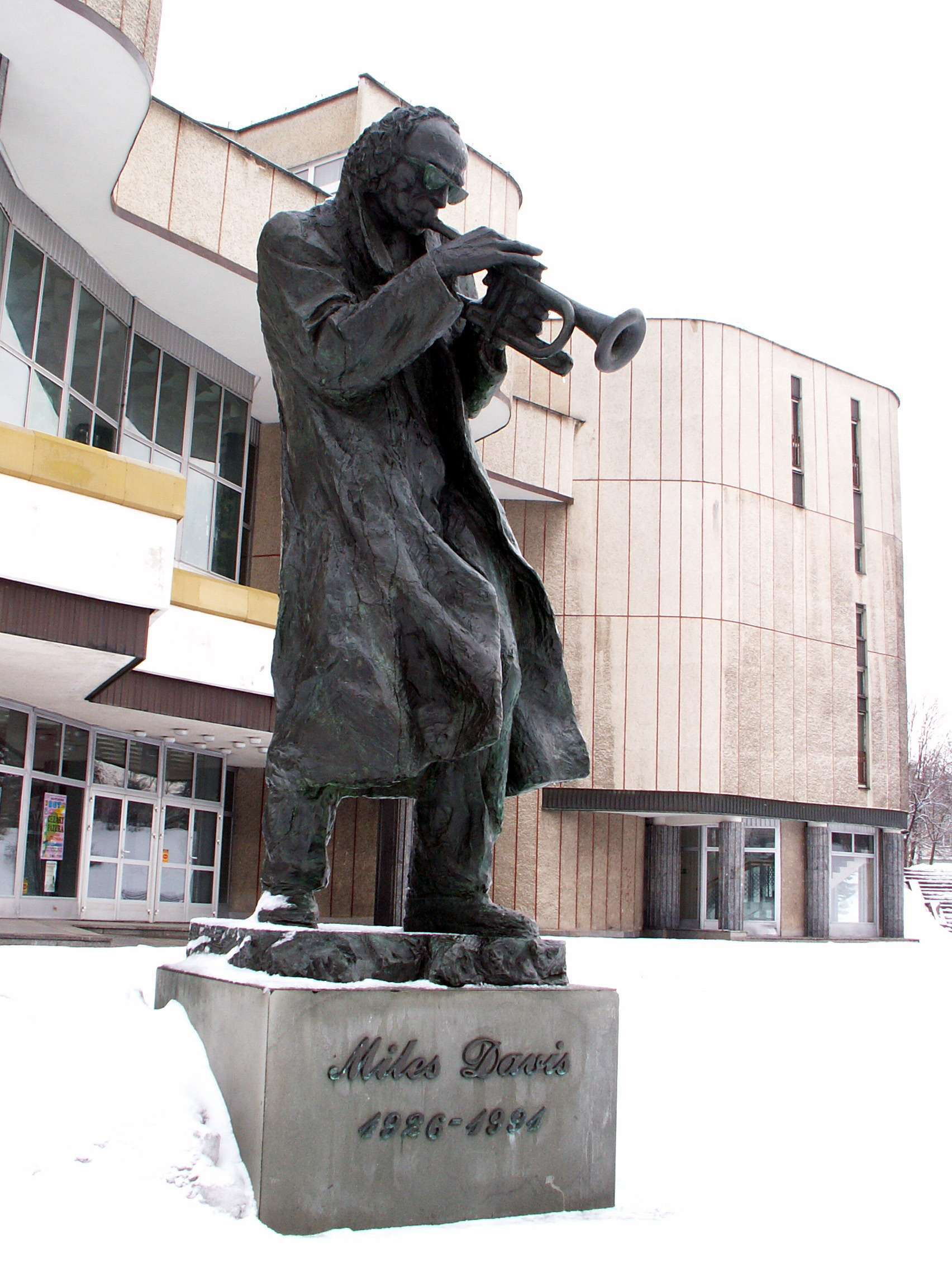
Pomnik Milesa Davisa przed Kieleckim Centrum Kultury

28 września 2001 roku w Kielcach, w 10. rocznicę śmierci Davisa, odsłonięto jego pomnik, aczkolwiek trębacz nigdy w tym mieście nie był. Pomnik postawiono z inicjatywy Kieleckiego Klubu Jazzowego, znajduje się przed Kieleckim Centrum Kultury, a jego autorem i wykonawcą jest kielecki rzeźbiarz Grzegorz Łagowski. Rzeźba wykonana w brązie ma 2,25 m wysokości, waży 400 kg i przedstawia ustawioną na niewielkim cokole postać trzymającego trąbkę wirtuoza jazzu w charakterystycznej pozycji.

## Wideo
- So What: 2 kwietnia 1959 w The Robert Herridge Theater Show, CBS Studio 61, Manhattan, Nowy Jork – z Johnem Coltrane’em (saksofon tenorowy), Wyntonem Kelly (fortepian), Paulem Chambersem (kontrabas) i Jimmym Cobbem (perkusja).